# Florida Ridge
Florida Ridge é uma Região censo-designada localizada no estado americano de Flórida, no Condado de Indian River.

## Demografia
Segundo o censo americano de 2000, a sua população era de 15.217 habitantes.

## Geografia
De acordo com o United States Census Bureau tem uma área de
32,6 km², dos quais 28,0 km² cobertos por terra e 4,6 km² cobertos por água.

## Localidades na vizinhança
O diagrama seguinte representa as localidades num raio de 12 km ao redor de Florida Ridge.